# Пьоббико
Пьоббико (итал. Piobbico) — коммуна в Италии, располагается в регионе Марке, в провинции Пезаро-э-Урбино.
Население составляет 2136 человек (2008 г.), плотность населения составляет 44 чел./км². Занимает площадь 48 км². Почтовый индекс — 61046. Телефонный код — 0722.
Покровителями коммуны почитаются Пресвятая Богородица (santa Maria in Val d'Abisso), празднование 8 сентября, и святой Стефан.

## Демография
Динамика населения:

## Администрация коммуны
- Официальный сайт: http://www.comune.piobbico.pu.it/